# Разстрели в Кралево и Крагуевац
Разстрелите в Кралево и Крагуевац, известни още и като Крагуевския октомври (на сръбски: Крагујевачки октобар или Крагујевачки масакр), са дело на Вермахта. Разстрелите са извършени на 20 октомври и 21 октомври 1941. Жертви на масовото убийство са около 2800 души, между които ученици на местната мъжка гимназия. Според сръбски данни са убити 4000 цивилни – 2300 жители на Крагуевац и 1700 на Кралево. Точният брой на жертвите все още се изяснява.

## Прелюдия
В началото на 1941 г. югославското правителство на Драгиша Цветкович присъединява Кралство Югославия към Тристранния пакт. Недоволни сръбски националисти, радикали и военни извършват военен преврат, който е оглавен от сръбския генерал от военновъздушните сили Душан Симович. В отговор на преврата силите на Оста предприемат нападение срещу Югославия, станало известно под кодовото наименование „Ауфмарш 25“. Югославските кралски въоръжени сили са тотално разгромени, кралят и правителството абдикират през Гърция в Лондон, от руините на Югославия се създават нови държави, а значителни територии от бившата държава са придадени към съседните страни.

## Сърбия след разпада на Югославия
Сърбия, с територия по-малка от днешната, е окупирана от 4 германски пехотни дивизии (704, 714, 717 и 718). Съставът на окупационните немски сили е застаряващ и неелитен, с почти никакъв боен опит (състоящ се основно от австрийци, докато елитните бойни части са на Източния фронт), поради и което не реагира адекватно на партизанските акции. В опитите си за овладяване и контролиране на ситуацията, командването и личния състав стигат до разстрели сред населението.

## Разстрелите
Масовите разстрели в Крагуевац са последица от нападението на партизаните срещу немци, които са се връщали от Горни Милановац през Крагуевац. Чачанският партизански отряд им устройва засада, при която немците са гонени до село Люляк, откъдето са подгонени и от партизани от Крагуевац. По време на боя при село Люляк са загинали общо около 70 души от двете страни, убитите немци са 10, а ранени са били около 27, като един е умрял от раните си.
Вследствие на нападението, немска войска претърсва селата Грошница, Иличево и Маршич, при което са разстреляни 4222 мъже, между които и един свещеник, който е криел боеприпаси в местната църква. За да бъдат убити 2300 цивилни и по този начин да се изпълни заканата на немските окупатори, е наредено претърсване на Крагуевац на 20 октомври 1941 година. Заловени са всички мъже на възраст между 16 и 60 години, които са отведени в лагер. В събирането и охраната на арестуваните взема участие 5-о отделение от сръбския доброволчески корпус, командван от Марисав Петрович. Според думи на капитан Бишофсхаузен, сръбски власти не са участвали нито в гоненията, нито в разстрелите. И инициативата за разстрелите и нейното извършване са дело на немците. Цял випуск от гимназисти са изведени директно от класната стая. Екзекуциите започват в шест часа сутринта. Хората са били разстрелвани по групи от 400 души. Разстрелите продължават на 21 октомври с по-малки групи. Неразстреляните затворници не са били освободени, а държани като заложници за бъдещи разстрели. На 31 октомври 1941, Франц Бьоме, комендант в Сърбия, изпраща доклад на Валтер Кунтце: „Разстрели: 405 заложници в Белград (общо в Белград досега, 4,750). 90 комунисти в лагера Шебац. 2300 задържани в Крагуевац. 1700 задържани в Кралево.“

След инцидента сръбския генерал Милан Недич се обръща към сънародниците си: 
| „ | След като с милион щика, с хиляди оръдия не опазихте държавата, сега мислите с няколко пушки да прогоните окупатора, който е победил всички армии на Европа. Нима вярвате, че шепа безумци и подпалвачи на къщи и голоръката рая, която те водят със себе си, могат да направят нещо против многобройните дивизии, които идват със самолети, танкове, оръдия, огнехвъргачки и минохвъргачки. Дали безумието те е напълно подлудило и ослепило, нещастни сръбски народе. | “ |

След кървавия октомври, на 2 ноември 1941, Милан Недич излиза с обръщение към нацията, с което призовава да се сложи край на безумните партизански действия, които водят единствено до проливане на невинна сръбска кръв.
За Крагуевац германските военни записи посочват 2300 екзекутирани, а в югославски следвоенни издания посоченият брой достига 7000 души. В свое изследване Teror i zločini Венцеслав Глишич посочва данни за жертвите от около 2000 и 3000 души съответно за Кралево и Крагуевац.

## Начало на офанзивните действия
През есента на 1941 югославските партизани формират свободна територия, станала известна като Ужичка република. В отговор на партизанските действия германското командване предприема заедно със съюзническите войски първата голяма офанзива срещу Титовите партизани. През есента на 1941 Тито се прехвърля от района на Белград в Ужице.